# Indacaterol/glycopyrronium bromide
Indacaterol/glycopyrronium bromide là một loại thuốc kết hợp để hít bao gồm hai hoạt chất sau:
- Indacaterol maleate - chất chủ vận beta- adrenoceptor tác dụng siêu dài (siêu LABA);[1]
- Glycopyrronium bromide (glycopyrrolate) Thuốc kháng cholinergic muscarinic.

Indacaterol maleate/glycopyrronium bromide được sử dụng như một phương pháp điều trị giãn phế quản duy trì để làm giảm các triệu chứng ở bệnh nhân trưởng thành mắc bệnh phổi tắc nghẽn mạn tính (COPD).
Thuốc được Novartis bán trên thị trường với tên thương mại Ultibro Breezhaler và Utibron Neohaler ở châu Âu và Hoa Kỳ, tương ứng.